# 内山ユニコ
内山 ユニコ（うちやま ユニコ、Yunico Uchiyama ）は、日本のアーティスト、画家またはイラストレーター。

## 人物・来歴
北海道北見市出身。血液型はO型。独自のサイケデリック観をもって主にアクリル絵具または透明水彩で制作している。女性をモチーフとした作品が多い。
名前と作風より女性と思わせがちであるが男性である。
絵の活動を始めたのは29歳から。
2000年、ライターで編集者の北沢夏音が主催するDJイベントにて作品を初展示。翌年、嘗て渋谷に在ったアートワッズで展覧会を開催。
東京・高円寺の1960〜70年代テイストのサイケなレストラン・バー「喫茶・軽食グリーンアップル」店内ペインティングやロゴなどを制作。
2014年9月より『オタク・イン・USA―愛と誤解のAnime輸入史』の著者、パトリック・マシアス原作によるSF小説『パラノイア・ガールズ』のイラストを担当。WEB上で連載中。
2020年より、長野県東御市のワイナリー「LES VINS VIVANTS（レヴァンヴィヴァン）」が生産するワインやシードルのエチケットデザインを幾つか手がけている。
タイ・バンコクの抹茶専門店MTCHの限定パッケージを担当している。
元thee michelle gun elephantのドラマー クハラカズユキや、伊藤誠 (漫画家)とクラスメイトだった。

## 作品
- サエキけんぞう著 『恋のクスリ・アナタの詞のつくりかた』挿画（実業之日本社 2002年）
- 飯島真理『チュリル・チュリラ』CDジャケットイラスト（MARIMUSIC 2012年）
- ナンバタタン (南波志帆とタルトタタンによるユニット) 『ガールズ・レテル・トーク』CD及びアナログ7インチシングルのアートワーク（EMISSION ENTERTAINMENT 2014年）
- sympathy ミニアルバム『トランス状態』CDジャケットイラスト（CONNECTONE 2015年）
- 米国の出版社「FAKKU」と音楽レーベル「Zoom Lens」とのコラボレーション（音楽メディア＋アートブック）『Metempsychosis』に参加　（2017年）
- さよならポニーテール　５thアルバム『君は僕の宇宙』CDジャケットイラスト（T-Palette Records 2018年）
- 花田菜々子著　『出会い系サイトで７０人と実際に会ってその人に合いそうな本をすすめまくった１年間のこと』装画（河出書房新社 2018年）装丁：佐藤亜沙美
- 映画監督・中野裕之によるリリックムービー「手紙～親愛なる子供たちへ」（歌：樋口了一）のイラストレーション（2018年）
- 桜エビ〜ず （現ukka）デジタルシングル『帰れない！』『ねぇ、ローファー。』『can't go back summer』各曲の配信用ジャケットイラスト（Stardust Promotion, Inc. 2019年）
- さよならポニーテール　フリスビー付きシングルCD『神さまのイタズラ』フリスビー及びCDジャケットのイラスト（音楽と魔法 2019年）
- ぷにぷに電機　２nd EPカセットテープ『ワンダー・アンダーグラウンド』ジャケットイラスト（2019年）
- 長谷川町蔵著『インナー・シティ・ブルース SEASON２』連作ウェブ小説のキービジュアル（EYESCREAM.jp 2019年〜2021年）
- 奥田亜希子著『透明人間は204号室の夢を見る』文庫版カバーイラスト（集英社文庫 2020年）
- 渡辺 優著『並行宇宙（パラレル・ユニバース）でしか生きられないわたしたちのたのしい暮らし』装画と挿絵（ホーム社 集英社 2020年）
- 森見登美彦著『熱帯』文庫版 帯、ポストカード等のプロモーションイラスト（文春文庫 2021年）
- mako（まこみな）によるアパレルブランド『BLUE MOON NIGHT』MV用イラストとアニメーション（まこち - YouTubeチャンネル  2021年）
- メトロミニッツ11月号表紙イラスト（スターツ出版 2023年）
- Negicco　配信シングル『私をネギーにつれてってII』ジャケットイラスト（Fall Wait Records 2023年）
- 阿久津隆著『読書の日記　予言 箱根 お味噌汁』装画（NUMABOOKS  2023年）
- 太田充胤著『踊るのは新しい体・複製可能な者達のための身体論』装画（フィルムアート社 2025年）